# コブサラダ

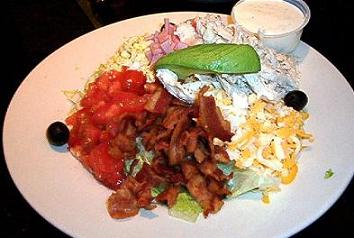
コブサラダ。盛りつけは店によって異なる

コブサラダ (Cobb salad, Cobb's salad) は、レタス、アボカド、トマト、鶏または七面鳥の胸肉、固ゆで卵、かりっと焼いたベーコン、ブルーチーズ、フレンチドレッシングまたはヴィネグレットソースなどで構成されるサラダ。1937年にハリウッドのレストランブラウン・ダービーのオーナー、ロバート・H・コブにより考案された。現在では世界中で食べられている。
元々はレストランのオーナーであったロバート・H・コブが、空腹のあまり店の厨房の冷蔵庫から食材を引っ張り出して、手早く簡単に作れるサラダはないかと思案してできあがったのがこのレシピが生まれるきっかけであった。さらにたまたまその夜、有名なハリウッドの映画館グローマンズ・チャイニーズ・シアターの経営者であるシド・グローマンがこのレストランに来店していた。そこでコブがそのサラダを試食してもらったところ、「これはうまい」と感想を述べた。翌日グローマンは再び来店して「きのうのサラダをくれ」と注文したという。
これがコブのレストランで正式なメニューとなると、人気メニューになっていった。カリフォルニアの豊かな食材をふんだんに詰め込んだ盛りだくさんのサラダは、またたく間に西海岸から全米に知れ渡り、ニューヨークでも人気のサラダになった。